# The Original
Singles
1. The Way We Are
2. Single Ladies 
Sortie : 16 avril 2012
3. Doing It Right
Sortie : avril 2012

The Original est le second album de Remady avec Manu-L. Il est sorti le 23 mars 2012 et est composé de 18 chansons.

## Liste des pistes
1. Single Ladies (feat. J-Son)
2. Higher Ground
3. Doing It Right (feat. Amanda Wilson)
4. Hollywood Ending (feat. J-Son)
5. Est-ce que vous êtes chaud (feat. Stress)
6. Bruz Wayne feat. LB – F**k This (Remady Remix)
7. On Fire Tonight
8. Shaggy feat. Eve – Girls Just Wanna Have Fun (Remady Remix)
9. The Way We Are
10. Already Yours (feat. Ceekay Jones)
11. Move It Like This (feat. MC Neat)
12. Lift Me Up (vs Nikolaz & Gant)
13. Oceana – Endless Summer (Remady Remix)
14. In Ewigkeit (feat. W.I.R.)
15. How I Like It (feat. Brick N Lace)
16. I'm All Good (feat. Ana)
17. If You Believe (2012 Club Edit)
18. Example – Kickstarts (Remady Remix)